# Танков, Иван Михайлович
Иван Михайлович Танков (1739 — 12 [23] июня 1799, Санкт-Петербург) — русский живописец и художник-декоратор, жанрист; академик Императорской Академии художеств (с 1785).

## Биография

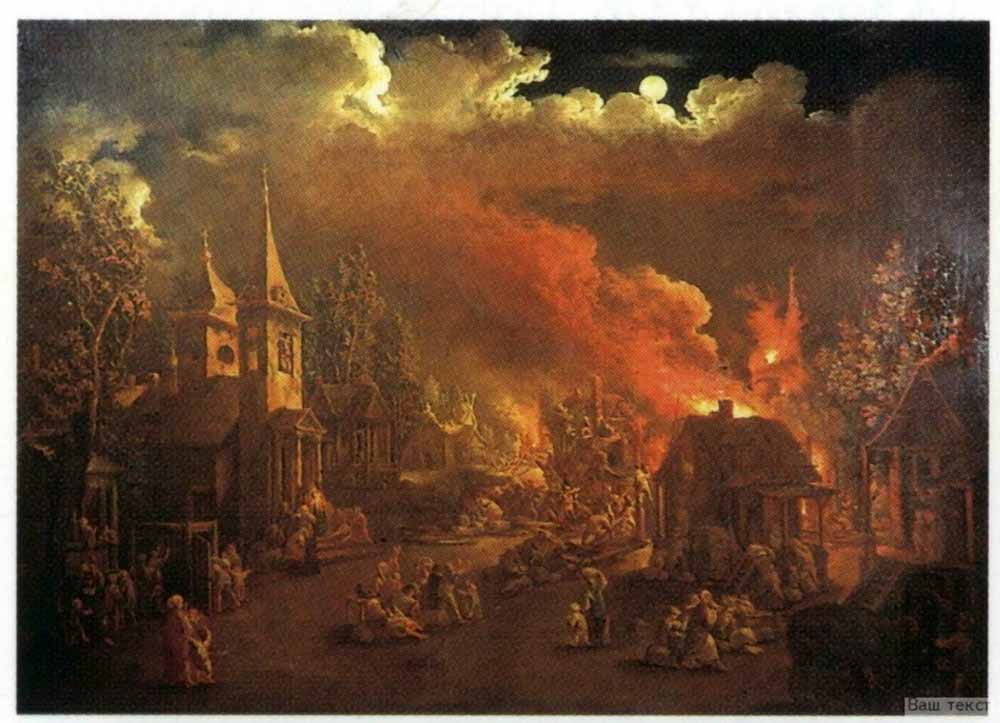
«Пожар в деревне в ночное время». 1785

Родился в 1739 году в семье чиновника. 
В 1755 году окончил Смоленскую гарнизонную школу. 
В 1756 году поступил на службу в контору строения и садов Её Величества и здесь учился художественному мастерству у Aнтонио Перезинотти. В 1769 году Иван Танков получил звание подмастерья живописи.
В 1771 году стал посещать классы живописи Императорской Академии художеств. В сентябре 1778 года И. М. Танковым были представлены в академию две картины, изображающие сельские праздники, за которые он был признан назначенным в академики. Для получения звания академика советом академии ему задана была тема «представить село и причинившийся в оном пожар, где требуется в ночном времени представить жителей, спасающих себя самих, скот и дом от распространившегося огня». Исполняя данное поручение он представил картину «Пожар в деревне в ночное время», за которую и получил 17 июля 1785 года звание академика.
Кроме пейзажей с жанровым стаффажем он рисовал также декорации для императорского театра Российской империи.
Среди наиболее известных картин художника: «Праздник в провинциальном городе» и «Тайное крещение», которые были приобретены в картинной галереей Третьяковых в Москве.
Умер 12 [23] июня 1799 года в Санкт-Петербурге.

## Галерея

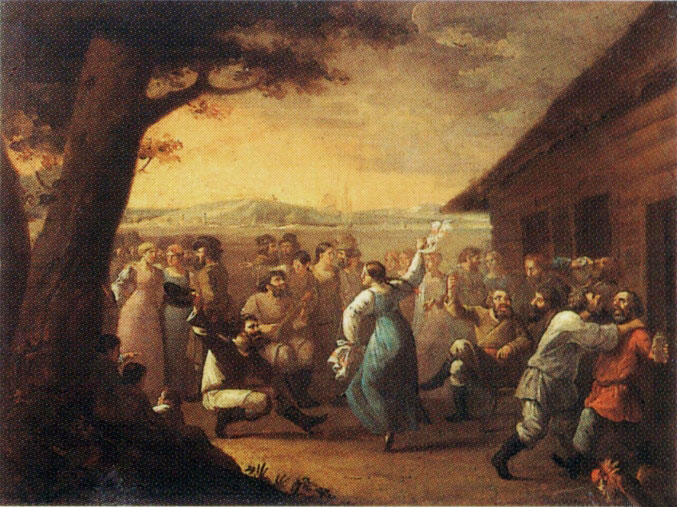
Сельский праздник. 1778
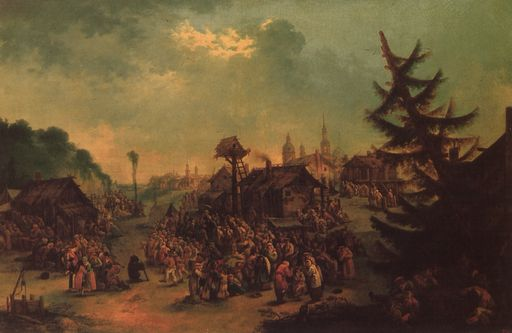
Праздник в деревне. 1779
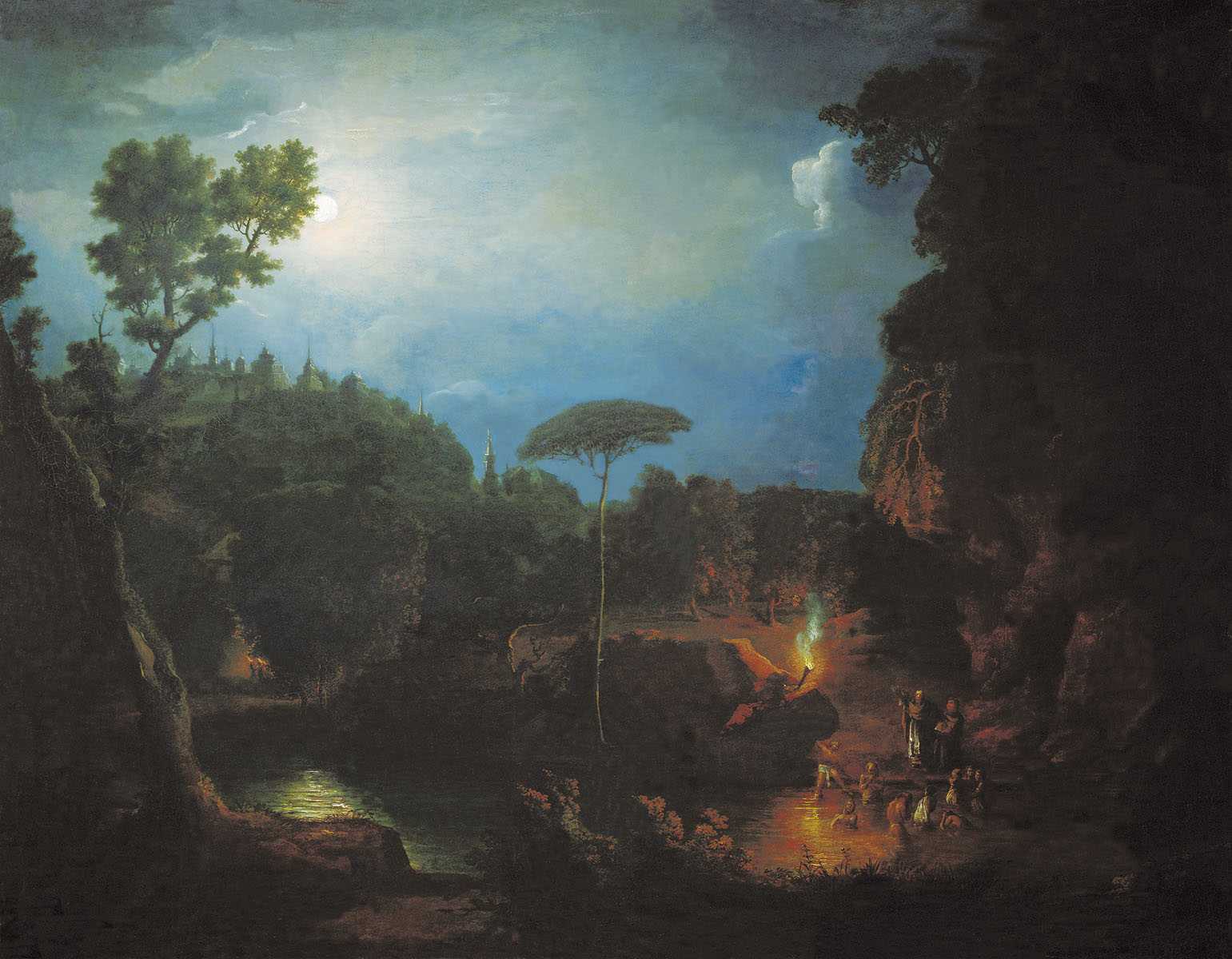
Тайное крещение. 1782
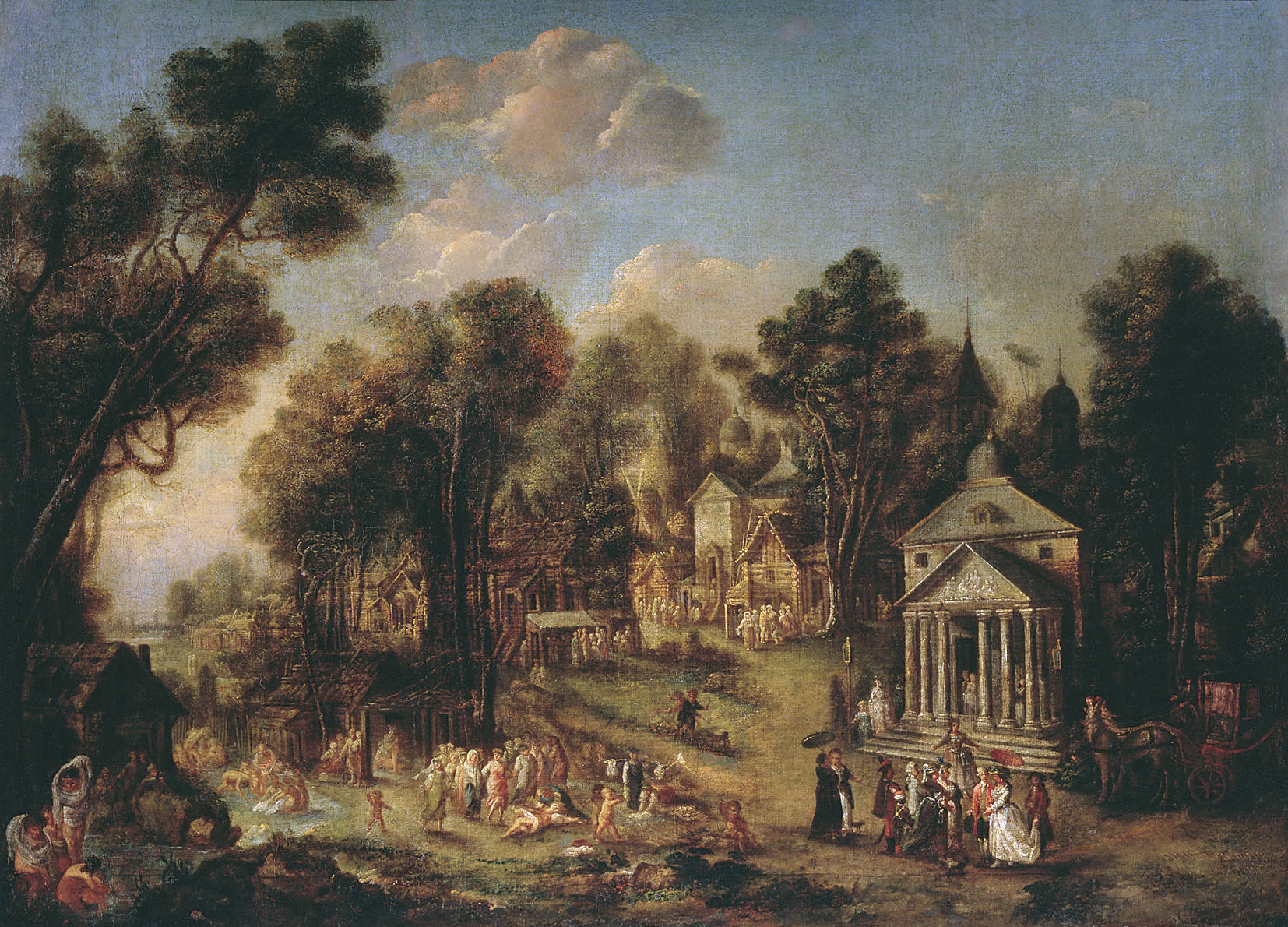
Храмовый праздник. 1784
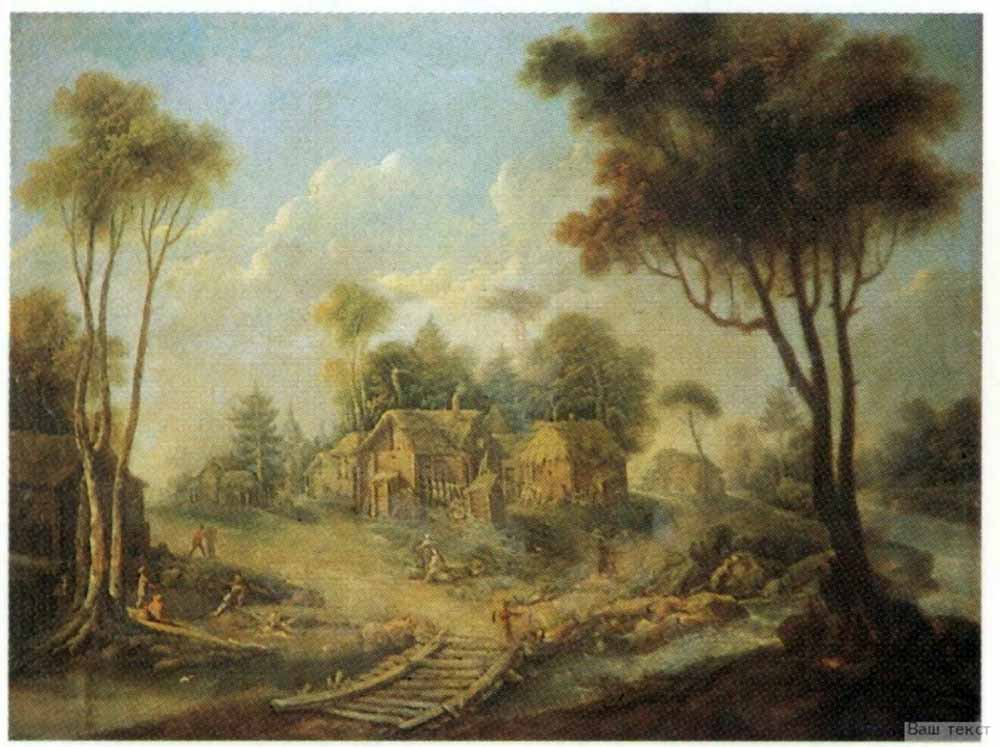
Деревня. 1780-е
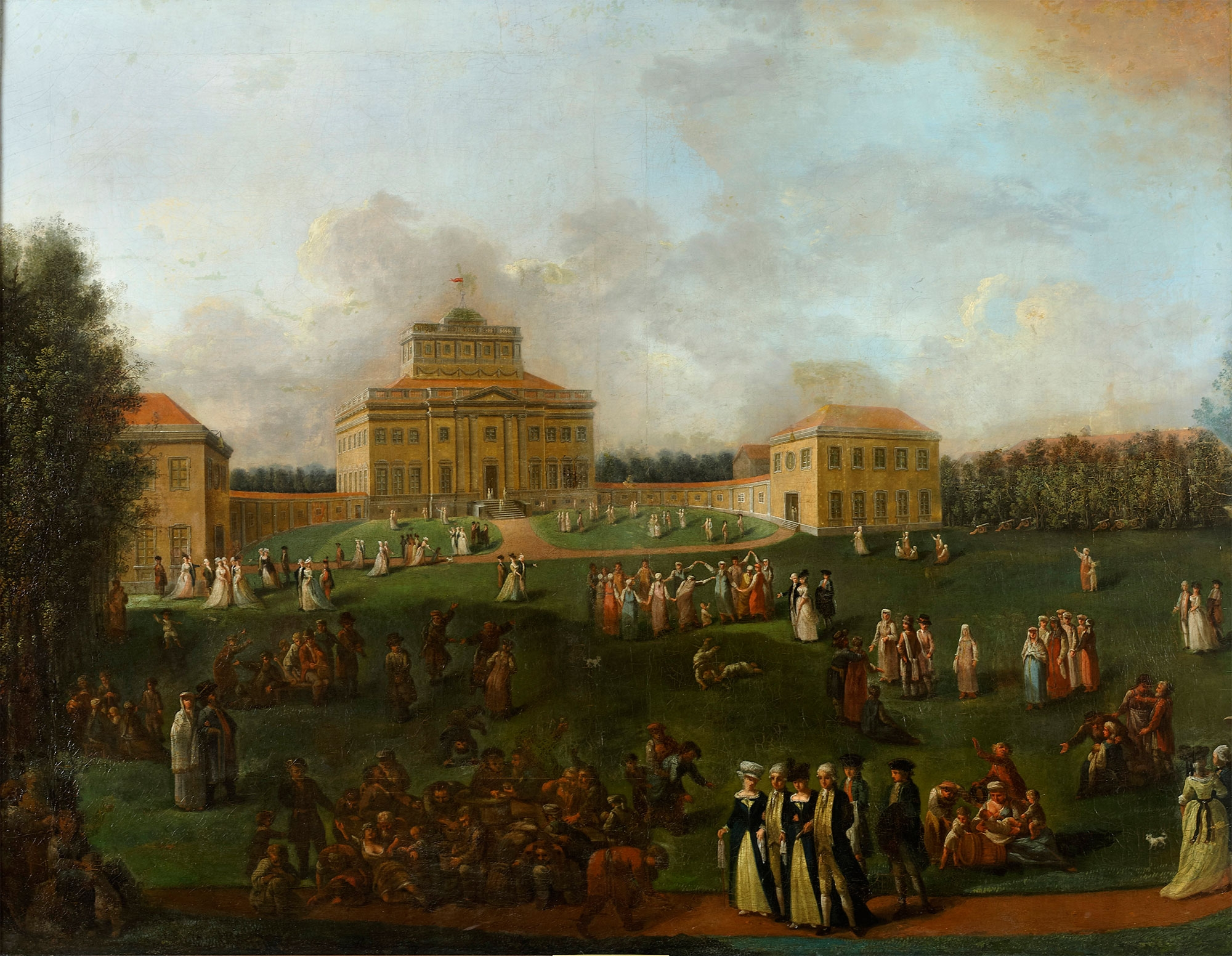
Усадьба Петра Григорьевича Демидова в Сиворицах под Петербургом. 1790-е
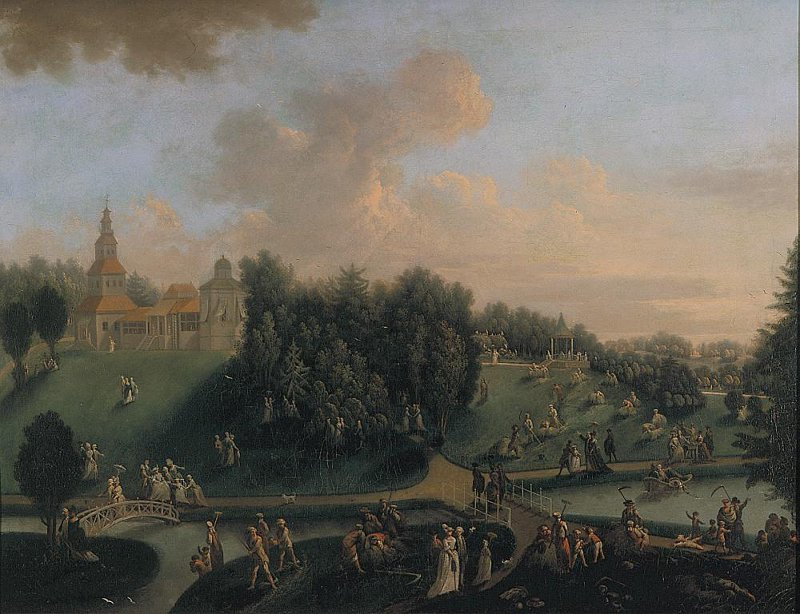
Парк мызы Пентос усадьбы П. Г. Демидова в Сиворицах под Петербургом. 1790-е